# Gobierno Regional Metropolitano de Santiago
El Gobierno Regional Metropolitano de Santiago es el órgano con personalidad jurídica de derecho público y patrimonio propio, que tiene a su cargo la administración superior de la Región Metropolitana de Santiago, Chile, y cuya finalidad es el desarrollo social, cultural y económico de ésta. Tiene su sede en la capital regional, la ciudad de Santiago de Chile, donde desde 2023 funciona en un edificio propio, ubicado en calle Morandé 93 esquina Moneda (cercano al Palacio de la Moneda).              
Está constituido por el Gobernador Regional y el Consejo Regional.

## Gobernador de la Región Metropolitana de Santiago
Dentro de las facultades que le corresponden al gobernador, es ser el órgano ejecutivo del gobierno regional, correspondiéndole presidir el consejo regional y ejercer las funciones y atribuciones que la ley orgánica constitucional determine, en coordinación con los demás órganos y servicios públicos creados para el cumplimiento de la función administrativa. Asimismo, le corresponde la coordinación, supervigilancia o fiscalización de los servicios públicos que dependan o se relacionen con el gobierno regional, sin embargo su figura no es un representante del presidente de la República en la región, para tal representación la ley 20.990 creó el cargo de Delegado Presidencial Regional Metropolitano de Santiago.
Desde el 14 de julio de 2021 el gobernador regional es Claudio Orrego Larraín (Ind.), luego de ser electo en las elecciones de 2021 y reelecto en las elecciones de 2024.

## Consejo Regional Metropolitano de Santiago
El Consejo Regional de la Región Metropolitana de Santiago es un órgano de carácter normativo, resolutivo y fiscalizador, dentro del ámbito propio de competencia del Gobierno Regional, encargado de hacer efectiva la participación de la ciudadanía regional y ejercer las atribuciones que la ley orgánica constitucional respectiva le encomienda.
Está integrado por 34 consejeros elegidos por sufragio universal en votación directa, en las 11 circunscripciones en que se divide la región, que duran 4 años en sus cargos y pueden ser reelegidos hasta por dos periodos.

### Listado de consejeros regionales
El consejo regional está compuesto, para el periodo 2025-2029, por:
| Provincia                | Consejero                   | Partido | Partido  | Periodo                      |
| ------------------------ | --------------------------- | ------- | -------- | ---------------------------- |
| Santiago I (Norponiente) | Beatriz Albornoz Soto       |         | PC       | Desde el 11 de marzo de 2022 |
| Santiago I (Norponiente) | Nebbia Otárola Leon         |         | RN       | Desde el 6 de enero de 2025  |
| Santiago I (Norponiente) | Gabriela Gallardo Fuentes   |         | PRCh     | Desde el 6 de enero de 2025  |
| Santiago II (Centro)     | María Eugenia Puelma Alfaro |         | PC       | Desde el 11 de marzo de 2022 |
| Santiago II (Centro)     | Felipe Obal Durán           |         | RN       | Desde el 6 de enero de 2025  |
| Santiago II (Centro)     | Sonja del Río Becker        |         | PRCh     | Desde el 6 de enero de 2025  |
| Santiago II (Centro)     | Dióscoro Rojas Campos       |         | PS       | Desde el 11 de marzo de 2018 |
| Santiago III (Poniente)  | Leslie Venegas Venegas      |         | FA       | Desde el 6 de enero de 2025  |
| Santiago III (Poniente)  | Nicolás Jara Lira           |         | FA       | Desde el 6 de enero de 2025  |
| Santiago III (Poniente)  | Alfredo Vergara Catalán     |         | PRCh     | Desde el 6 de enero de 2025  |
| Santiago IV (Nororiente) | Ignacio Dulger Castillo     |         | PRCh     | Desde el 6 de marzo de 2025  |
| Santiago IV (Nororiente) | Álvaro Bellolio Avaria      |         | UDI      | Desde el 6 de enero de 2025  |
| Santiago IV (Nororiente) | Ximena Peralta Fierro       |         | FA       | Desde el 6 de enero de 2025  |
| Santiago IV (Nororiente) | Karin Luck Urban            |         | RN       | Desde el 6 de enero de 2025  |
| Santiago V (Suroriente)  | Rodrigo Donoso Baeza        |         | PRCh     | Desde el 6 de enero de 2025  |
| Santiago V (Suroriente)  | Danae Prado Carmona         |         | PC       | Desde el 11 de marzo de 2022 |
| Santiago V (Suroriente)  | Sergio Morales Méndez       |         | Ind-PRCh | Desde el 6 de marzo de 2025  |
| Santiago V (Suroriente)  | Marcelo Zunino Poblete      |         | RN       | Desde el 11 de marzo de 2018 |
| Santiago VI (Sur)        | Claudina Núñez Jiménez      |         | PC       | Desde el 11 de marzo de 2022 |
| Santiago VI (Sur)        | María Ponti Rissetti        |         | RN       | Desde el 11 de marzo de 2022 |
| Santiago VI (Sur)        | Felipe Serey Guerra         |         | PRCh     | Desde el 6 de enero de 2025  |
| Santiago VI (Sur)        | Carolina Oteiza Fuenzalida  |         | PS       | Desde el 11 de marzo de 2022 |
| Cordillera               | José Soto Madrid            |         | RN       | Desde el 6 de enero de 2025  |
| Cordillera               | Valeria Ortega Contreras    |         | Ind-PC   | Desde el 11 de marzo de 2022 |
| Cordillera               | Edith Aedo Meza             |         | PRCh     | Desde el 6 de enero de 2025  |
| Maipo                    | Víctor Valdés Landeros      |         | PRCh     | Desde el 6 de enero de 2025  |
| Maipo                    | Nicole Aguilera Ramírez     |         | UDI      | Desde el 6 de enero de 2025  |
| Maipo                    | Sadi Melo Moya              |         | PS       | Desde el 6 de enero de 2025  |
| Chacabuco                | Pedro Herreros Bajares      |         | UDI      | Desde el 6 de enero de 2025  |
| Chacabuco                | Carlos Telleria Gútierrez   |         | PRCh     | Desde el 6 de enero de 2025  |
| Melipilla                | Cristina Soto Messina       |         | PPD      | Desde el 11 de marzo de 2022 |
| Melipilla                | Javier Ramíerez González    |         | UDI      | Desde el 5 de marzo de 2025  |
| Talagante                | Maricel Donoso Doria        |         | PS       | Desde el 6 de enero de 2025  |
| Talagante                | Javier González Kazazian    |         | PRCh     | Desde el 6 de enero de 2025  |